# Прага (аеропорт)
Празький аеропорт імені Вацлава Гавела (чеськ. Letiště Václava Havla Praha) — міжнародний аеропорт чеського міста Праги. Знаходиться в районі Прага-6, район Рузине. У 2007 році на церемонії «World Airport Awards» празький аеропорт був визнаний найкращим аеропортом Центральної та Східної Європи. Аеропорт є базовим для авіакомпанії «Чеські авіалінії», чий головний офіс розташований на території аеропорту, авіакомпаній «Travel Service Airlines» і Smart Wings. Аеропорт названий на честь Вацлава Гавела, першого президента сучасної Чехії.
Аеропорт є хабом для:
- Czech Airlines
- Travel Service Airlines (SmartWings)
- Ryanair

## Історія
Чехословаччину, а потім і Чехію, відносять до піонерів європейської цивільної авіації, яка веде свою історію з 1919 року. Передумовами до будівництва нового аеропорту у Празі стали необхідність розділити військову та цивільну авіацію, і перевантаженість аеропорту Кбели в середині 1930-х років. Аеропорт «Рузине» був відкритий 5 квітня 1937 року в однойменному районі Праги. Однією з головних нагород, отриманих аеропортом, став диплом та золота медаль на міжнародній виставці мистецтва та техніки в Парижі (також відома як Всесвітня виставка) 1937 року. нагорода була отримана за технічну концепцію аеропорту, переважно за архітектуру корпусу реєстрації (нинішній Термінал 4), розроблену інженером А. Бенешем. Ця та інші нагороди сприяли підвищенню інтересу авіаперевізників до аеропорту.
Розташування аеропорту дозволило йому розширитися при збільшенні пасажиропотоку, особливо після входження Чехії в Європейський союз 2004 року.

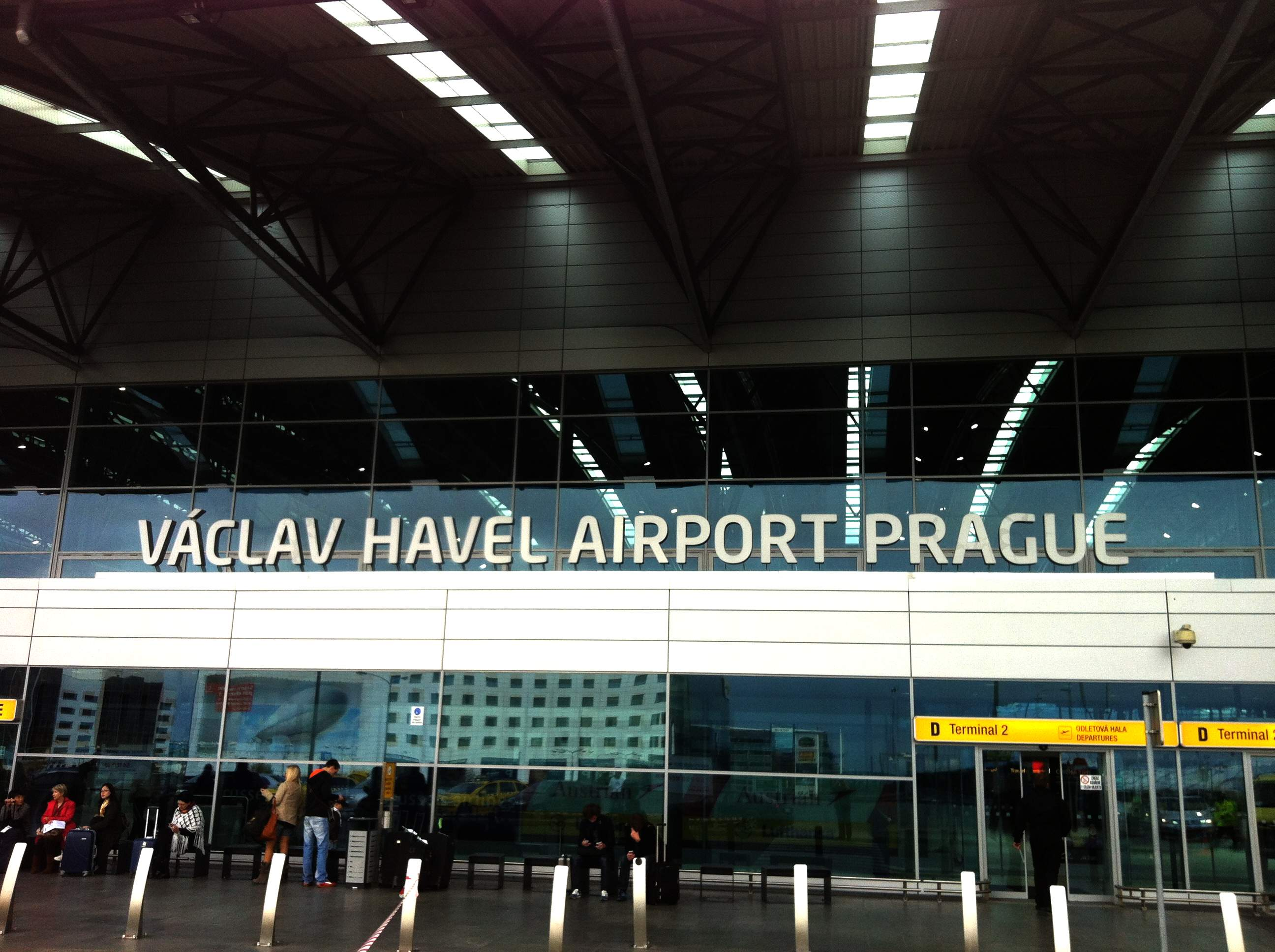
Оновлена вивіска аеропорту після перейменування (05.10.2012)

5 жовтня 2012 року аеропорт був перейменований в «Празький аеропорт імені Вацлава Гавела».
З 1 лютого 2022 року у Празькому аеропорту імені Вацлава Гавела відмовилися від оголошення рейсів до України російською мовою. Вони звучатимуть лише чеською та англійською.

## Власники та керівництво

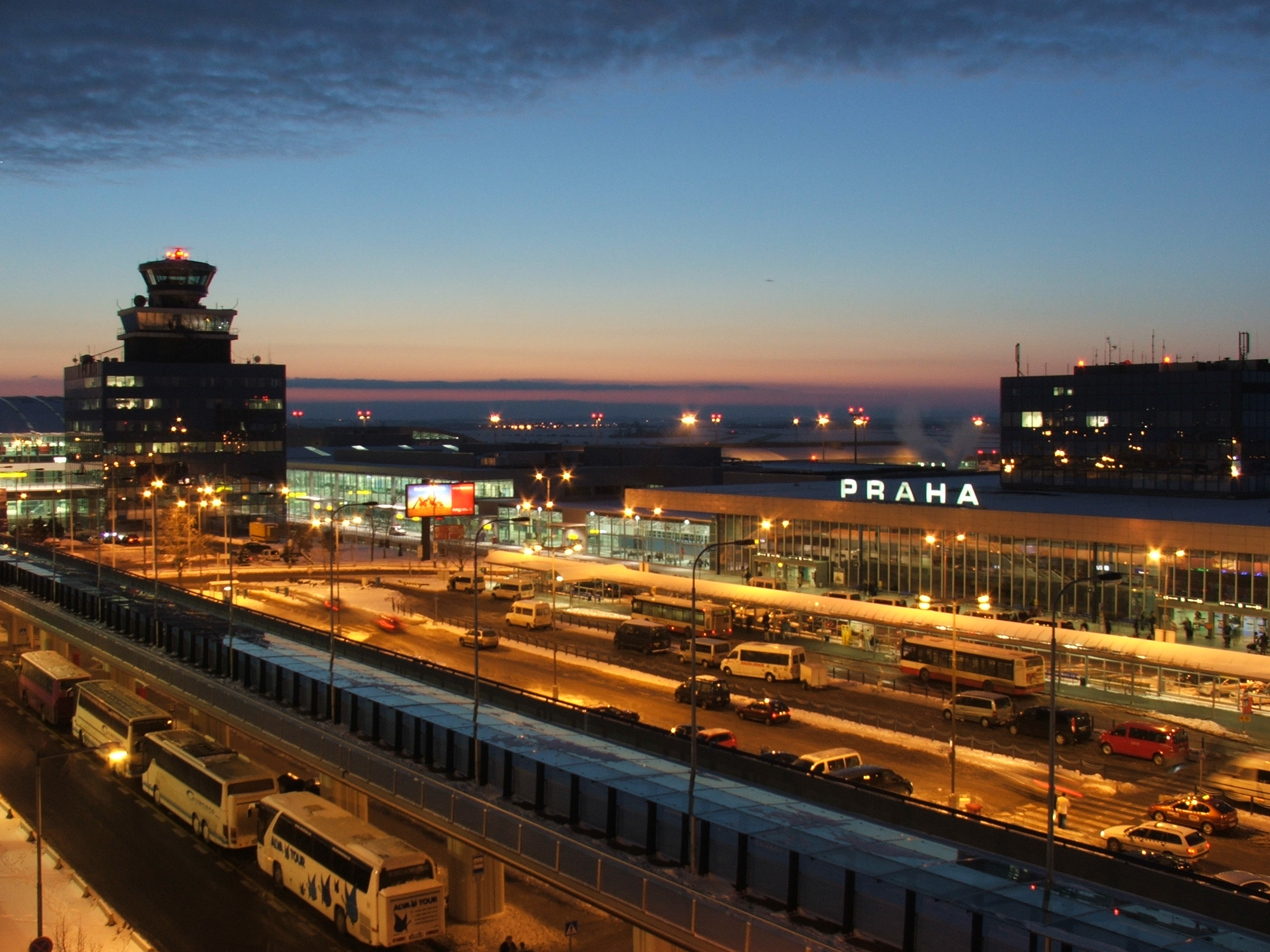
Панорама аеропорту (грудень 2005)

Аеропорт знаходиться в управлінні компанії Letiště Praha, a. s. Голова ради директорів — Їржі Краус, призначений 1 жовтня 2014.

## Технічні дані

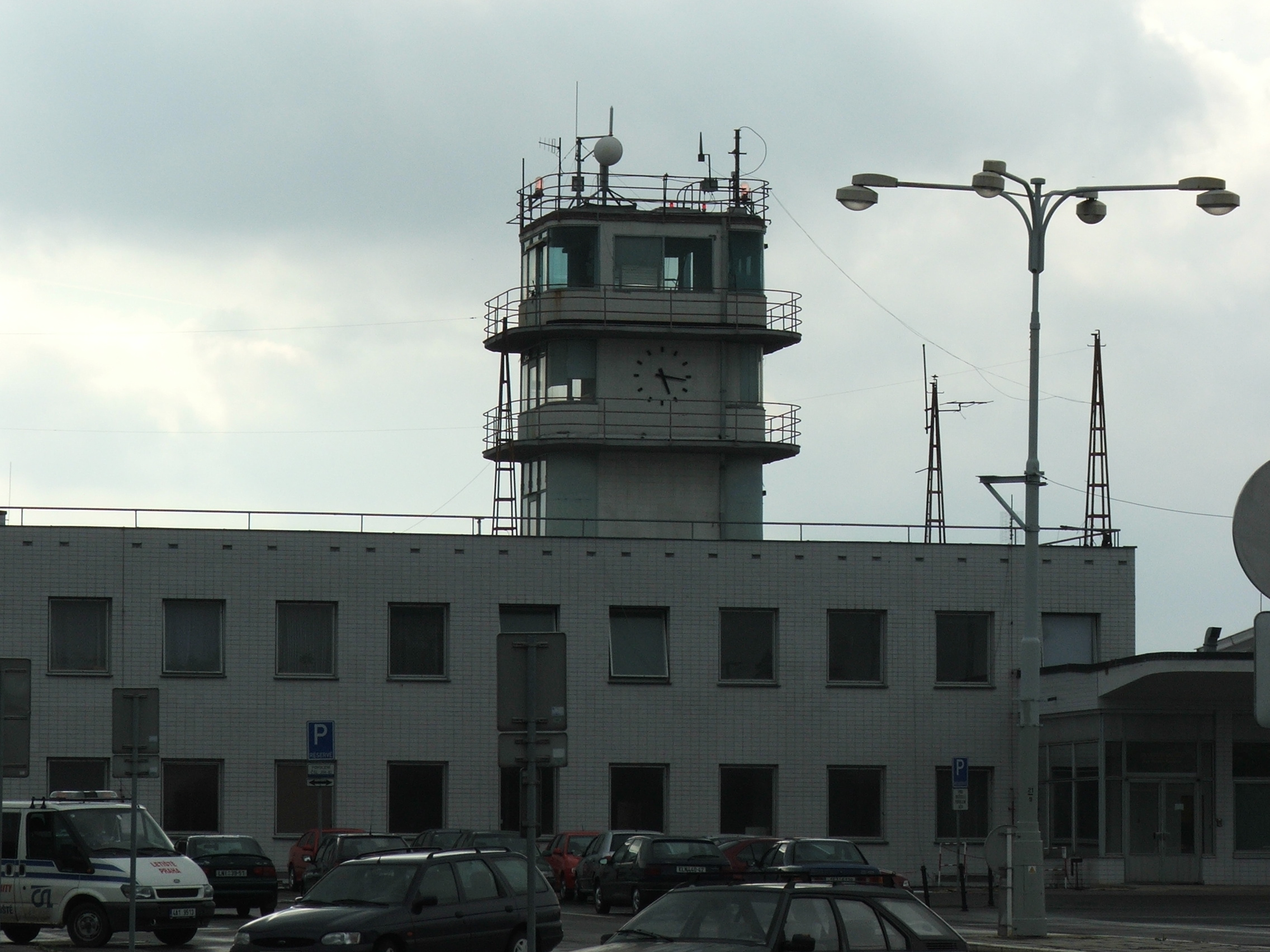
Вежа аеродрому, побудована в 1937 (вигляд ззаду) — нині частина Терміналу 4

Аеропорт складається з 4 терміналів:
- Термінал 1 — обслуговує рейси країн, що не входять в зону Шенгенської угоди,
- Термінал 2 — обслуговує рейси країн, що входять в зону Шенгенської угоди,
- Термінал 3 — обслуговує приватні та чартерні рейси,
- Термінал 4 — не обслуговує пасажирів, за винятком VIP-рейсів та офіційних візитів. Перший термінал аеропорту. Відкритий 1937 року.

Максимальна місткість пасажирообігу на рік становить 15 500 000 осіб.
На аеродромі є невживана для зльоту та посадки суден ЗПС 04/22 довжиною 2120 м. Заплановано будівництво паралельної до існуючої ЗПС 06/24 нової смуги 06R/24L довжиною 3550 м. Будівництво зачіпить шосе R7, що проходить поруч з аеропортом і частина його буде проходити в тунелі. Також заплановано будівництво станції залізниці на території аеропорту та залізничної колії до аеропорту.

## Статистика
Див. джерело запитів Вікіданих та джерела.